# كرايغ بلاكوود
كرايغ بلاكوود (بالإنجليزية: Craig Blackwood)‏ هو لاعب إسكواش نيوزلندي، ولد في 28 مايو 1956 في هاميلتون في نيوزيلندا.

## وصلات خارجية
- كرايغ بلاكوود على موقع SquashInfo.com (الإنجليزية)